# Токариха (Удомельский район)
Токариха — опустевшая деревня в Удомельском городском округе Тверской области.

## География
Деревня находится в северной части Тверской области на расстоянии приблизительно 19 км на восток-северо-восток по прямой от железнодорожного вокзала города Удомля.

## История
Известна с 1789 года как владение помещицы Екатерины Ермоловны Гордеевой. Дворов (хозяйств) в ней было 9 (1832), 13 (1859), 23 (1886), 31 (1911), 17 (1961), 7 (1986), 6 (1999). В советское время работали колхозы «Новый путь», «Актив» и совхоз «Еремковский». До 2015 года входила в состав Еремковского сельского поселения до упразднения последнего. С 2015 года в составе Удомельского городского округа. По состоянию на 2020 год опустела.

## Население
Численность населения: 78 человек (1832 год), 106 (1859), 133 (1886), 166 (1911), 47 (1961), 9 (1986), 32 (русские 75 %) в 2002 году, 1 в 2010.